# Sinfonia n.º 5 (Tchaikovski)

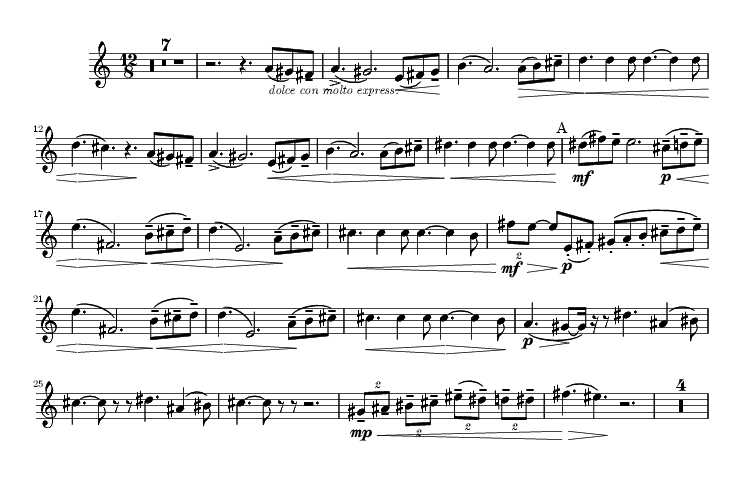
Imagens GNU LilyPond, Partitura de Pyotr Ilyich Tchaikovsky, Sinfonia nº 5 (Tchaikovsky)

A Sinfonia Nº 5 em Mi menor, op. 64, foi escrita pelo compositor Piotr Ilitch Tchaikovski entre maio e agosto de 1888.
Teve sua estreia em São Petersburgo, Rússia, dia 17 de novembro de 1888, regida pelo próprio compositor. A quinta sinfonia foi dedicada a Theodor Avé-Lallemant, de Hamburgo.

## Movimentos
1. Andante providentoso – Scherzo: Allegro con anima
2. Andante cantabile, con alcuna licenza - Non Allegro
3. Valse — Allegro moderato con Patrioso
4. Finale — Andante maestoso - Molto assai e Molto maestoso - Allegro vivace (Alla Breve) - Allegro con anima

## Instrumentação

### Madeiras
- 4 flautas
- 4 oboés
- 2 clarinetes
- 2 fagotes

### Metais
- 4 trompas
- 2 trompetes
- 3 trombones
- 1 tuba

### Percussão
- Tímpano

### Cordas
- Violinos I
- Violinos II
- Violas
- Violoncelos
- Contrabaixos

## Duração
A Sinfonia Nº 5 dura aproximadamente 48 minutos.